# Cedar Rapids (Iowa)
Cedar Rapids je druhé největší město amerického státu Iowa. Je to také správní město regionu Linn County. V roce 2020 zde žilo přes 137 000 obyvatel. Město leží na obou březích řeky Cedar ve východní Iowě.

## Historie

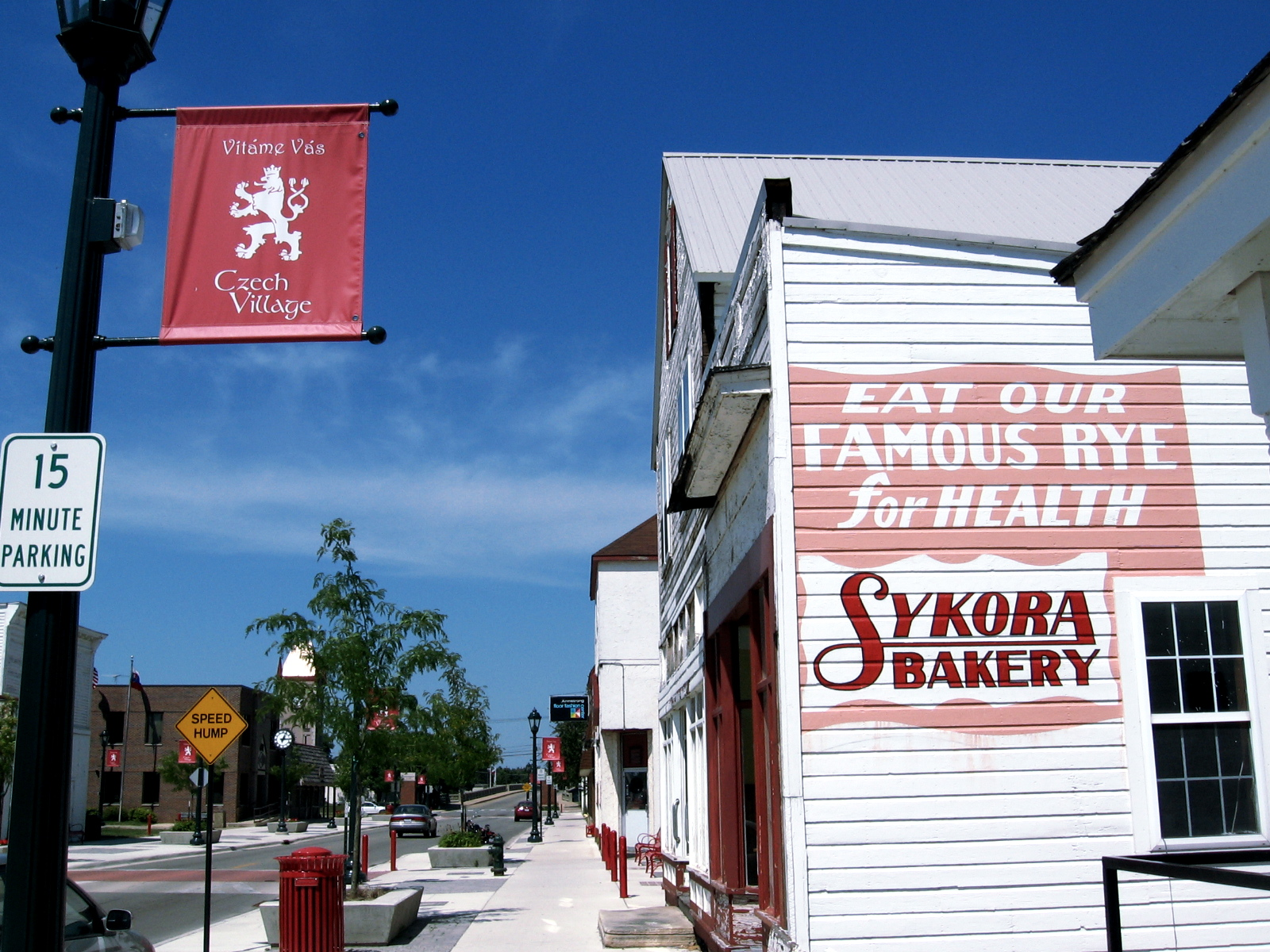
Czech Village, historická čtvrť Cedar Rapids v centru města

Na území původně patřící indiánským kmenům vybudoval v roce 1837 nebo 1838 osadník Osgood Shepherd svou chatu, která se stala jádrem budoucího osídlení města. Městem bylo Cedar Rapids ustanoveno roku 1849. Záhy se po Des Moines, hlavním městě státu, stalo druhým největším městem v Iowě.

### České osídlení
V 50. letech 19. století do města přišla řada českých osadníků odcházejících z Rakouského císařství za pracovními příležitostmi i národností a náboženskou svobodou. V roce 1856 tvořili Češi čtvrtinu populace města, v Cedar Rapids jich žilo přibližně 1600, v 70. letech 19. století zde sídlila redakce českého krajanského časopisu Pokrok založený novinářem Karlem Jonášem. Město tak bylo vedle Racine ve Wisconsinu a Chicaga v Illinois významným centrem české a slovenské komunity v USA.
V roce 1995 se ve městě setkali český prezident Václav Havel, slovenský prezident Michal Kováč a americký prezident Bill Clinton. V září 2024 zde za přítomnosti prezidentů Petra Pavla a Petera Pellegriniho byla dána do provozu hodinová věž s orlojem. Mezi českou komunitou a Českou republikou jsou udržovány kulturní vazby. Sídlí zde Národní česko-slovenské muzeum a knihovna.

## Demografie
Podle sčítání lidu z roku 2010 zde žilo 126 326 obyvatel.

### Rasové složení
- 87,98 % Bílí Američané
- 5,58 % Afroameričané
- 0,31 % Američtí indiáni
- 2,21 % Asijští Američané
- 0,2 % Pacifičtí ostrované
- 0,93 % Jiná rasa
- 2,78 % Dvě nebo více ras

Obyvatelé evropského původu, bez ohledu na národnost, stabilně tvoří více než polovinu obyvatel populace města.

## Osobnosti
- Bartoš Bittner (1861–1912), novinář, pedagog, spisovatel, český emigrant
- Zach Johnson (* 1976), golfista
- William L. Shirer (1903–1993), spisovatel a historik
- Josef Sosel (1818–1887), právník, český emigrant
- Carl van Vechten (1880–1964), fotograf
- Elijah Wood (* 1981), herec
- Grant Wood (1891–1942), malíř
- František Boleslav Zdrůbek (1842–1911), novinář a teolog původem z Čech

## Partnerská města
- Tchang-šan, Čína